# Den stolta prinsessan
Den stolta prinsessan (Pysná princezna) är en tjeckoslovakisk sagofilm från 1952 i regi av Borivoj Zeman, efter en novell av Božena Němcová. Filmen är en av de mest kända sagofilmer som producerades i Tjeckoslovakien och sågs av en stor biopublik.

## Handling
Prinsessan Krasomila vägrar att gifta sig med den unge kung Miroslav. Men han förklär sig till trädgårdsmästare för att komma henne närmare och övervinna hennes stolthet. De båda får senare uppleva äventyr utanför slottet och ta hjälp av vanliga människor

## Rollista
- Alena Vránová - prinsessan Krasomila
- Vladimír Ráž - kung Miroslav
- Stanislav Neumann - gamle kungen
- Jaroslav Seník - minister Jakub
- Miloš Kopecký - kansler
- Karel Effa - kungens skattvakt
- Gustav Heverle - Vitek
- Josef Hlinomaz - skattindrivaren
- Bohuslav Cáp - skomakare
- Otomar Korbelár - bonde
- František Kovářík - mjölnare